# Adempimento di un dovere
L'adempimento di un dovere è una causa di esclusione del reato prevista dal codice penale italiano. 

## Normativa
La causa di giustificazione dell'adempimento di un dovere o di un obbligo imposto dalla Pubblica Autorità è prevista nel codice penale italiano all'art. 51:  "l'adempimento di un dovere imposto da una norma giuridica o da un ordine legittimo della pubblica Autorità, esclude la punibilità".

## Descrizione
Chi dunque, nell'adempimento di un dovere imposto da una norma giuridica o dall'ordine legittimo dell'autorità, abbia a compiere atti o fatti che integrino una fattispecie preveduta dalla legge come reato, non può essere punito per questo.
La ratio della esimente va ricercata nell'esigenza di rispettare il principio di non contraddizione dell'ordinamento giuridico che non può, pena la sua illogicità, imporre un dovere di agire o di non agire e al tempo stesso punire l'adempimento di quel dovere.
Cause d'esclusione dell'illiceità penale espressamente previste dalla legge sono, ad esempio, la non punibilità del soldato che commetta un omicidio in guerra (articolo 575 codice penale) o l'agente della forza pubblica che esegua una perquisizione, senza incorrere nel reato di violazione di domicilio (articolo 614 codice penale).
Nelle cause di giustificazione dovute all'adempimento di un dovere rientra anche l'uso legittimo delle armi.